# Landsgemeinde

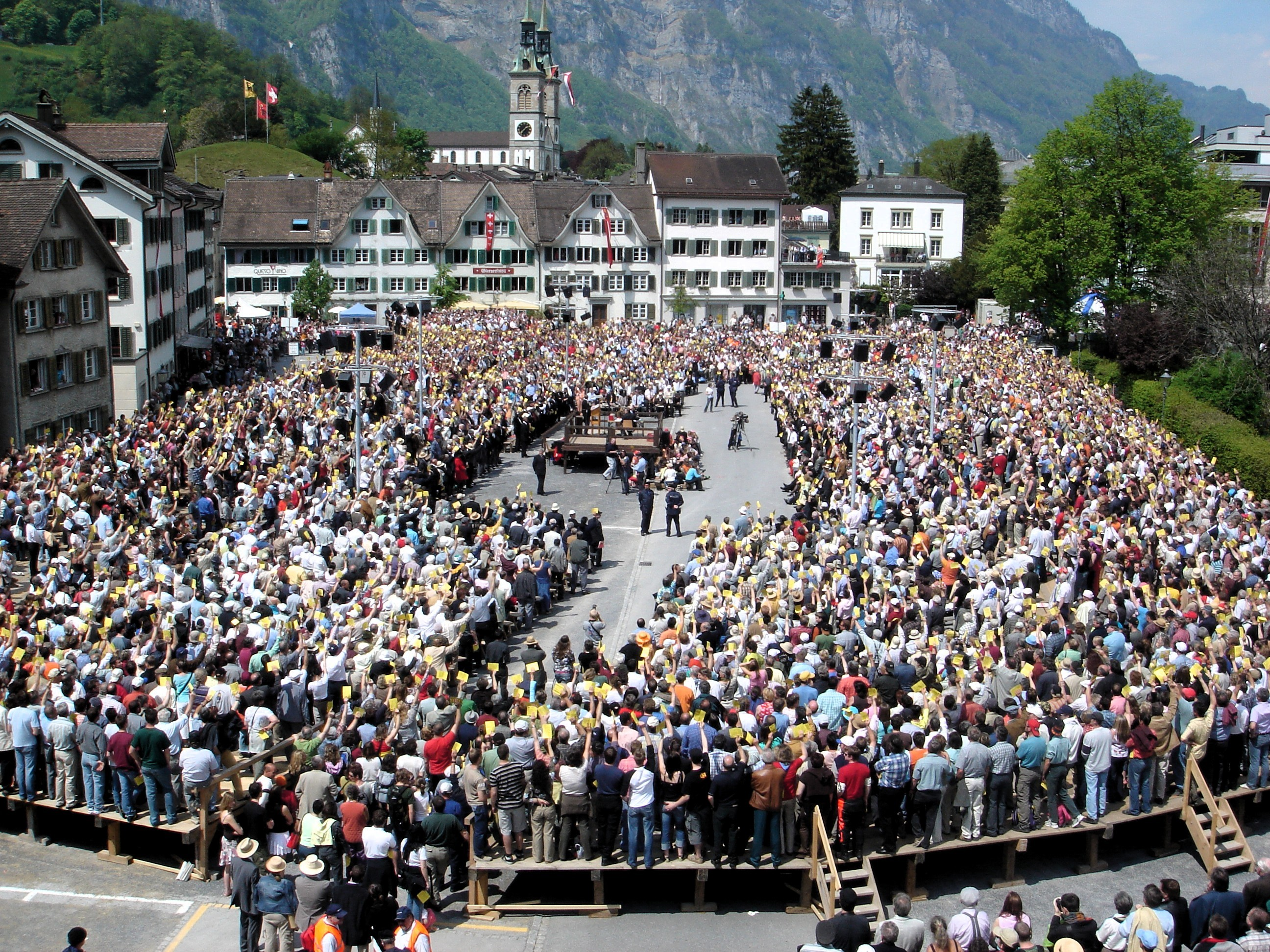
Landsgemeinde 6 maja 2006 w Glarus

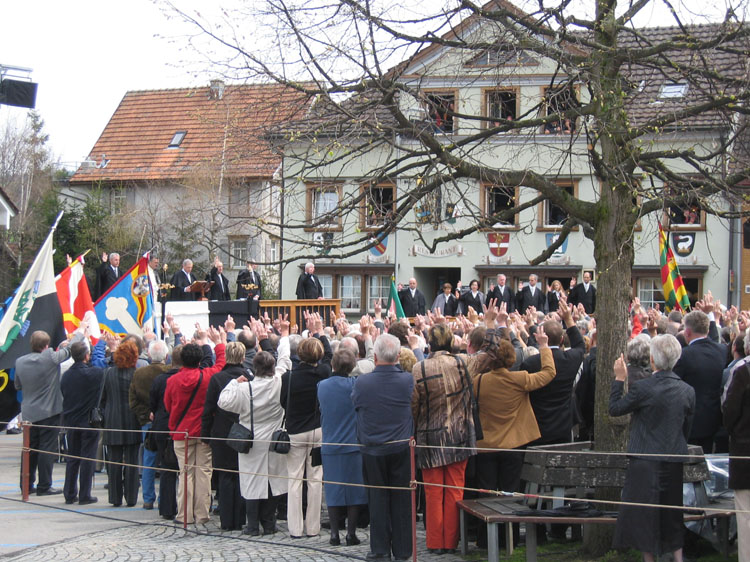
Landsgemeinde 25 kwietnia 2005 w Appenzell Innerrhoden

Landsgemeinde (zgromadzenie ludowe) – jedna z najstarszych i najprostszych form demokracji bezpośredniej, funkcjonująca w niektórych kantonach w Szwajcarii.

## Opis
Landsgemeinde to spotkanie uprawnionych obywateli kantonu w określonym dniu na wolnym powietrzu, w celu decydowania o wydatkach i prawie. Każdy w czasie debaty ma prawo zabrania głosu. Głosowanie odbywa się poprzez podniesienie ręki.
Landsgemeinde było narzędziem politycznym na terenach wiejskich, natomiast w dużych miastach, takich jak: Lucerna, Szafuza, Berno zgromadzenia ludowe nie funkcjonowały, ponieważ były niepraktyczne. Natomiast w kantonach centralnie zarządzanych Landsgemeinde funkcjonowało na poziomie dystryktów, taka sytuacja na przykład miała miejsce w kantonie Berno, gdzie zgromadzenie ludowe odbywało się w regionie Emmental.

## Kontrowersje
Przyczyną krytyki Landsgemeinde było niezapewnienie jednej z fundamentalnych zasad demokracji, jaką jest anonimowość głosowania.
Z powodów praktycznych Landsgemeinde zostało zniesione we wszystkich kantonach z wyjątkiem dwóch, gdzie nadal jest najwyższą instytucją polityczną w kantonie. Zgromadzenia ludowe corocznie odbywają się w dwóch kantonach: Glarus, w którym jest organizowanie w pierwszą niedzielę maja oraz Appenzell Innerrhoden, w którym jest organizowane w ostatnią niedzielę kwietnia. We wszystkich pozostałych kantonach funkcjonowanie Landsgemeinde zostało zaniechane, ponieważ niepraktyczne było funkcjonowanie zgromadzenia z ogromną liczbą obywateli uprawnionych do brania w nim udziału.
Argumentem zniesienia były m.in. rozwoje technologii (w tym druku, oraz w ostatnich dekadach Internetu i komputerowych/cyfrowych), co w połączeniu ze sporą liczbą spraw (m.in. do głosowania) utrudniało funkcjonowanie w przyśpieszającym świecie. Dodatkowo doszły kwestie kontroli uprawnionych, w dawnych czasach albo ludzie się znali albo podróżowali w mniejszym stopniu. Czasem weryfikowano prawa wyborcze poprzez okazanie broni paradnej lub bagnetu armii szwajcarskiej.
Przeciwnicy zniesienia natomiast wskazywali na większą kontrolę nad procesem głosowania oraz integracją lokalnych społeczności, z prawem/czasem do wymiany poglądów nad danymi ustawami (w Szwajcarii w praktyce obywatel jest jednocześnie swoim posłem, podobnie jak wojsko to naród i ma dbać o obronę swoich interesów/poglądów na teren/miejsce zamieszkania).

## Funkcjonowanie
System zgromadzenia ludowego jest ciągle używany w wielu szwajcarskich gminach, zwłaszcza tych małych. Kompetencje ustawodawcze zgromadzeń miejskich (assemblée communale, Gemeindeversammlung) znalazły się w gestii kantonów. Natomiast na poziomie dystryktów Landsgemeinden ciągle funkcjonuje w wielu kantonach. Także w stowarzyszeniach zgromadzenia ogólne są nazywane jako „Landsgemeinde”.
Spośród wszystkich szwajcarskich kantonów tylko w ośmiu wiejskich funkcjonowało Landsgemeinde, w sześciu z nich zostało ono zniesione z powodów praktycznych, bądź innych nieznanych.
| Uri                    | ostatnie Landsgemeinde miało miejsce 6 maja 1928.                                                     |
| Schwyz                 | zniesione w 1848.                                                                                     |
| Obwalden               | zniesione 29 listopada 1998 poprzez głosowanie na kartach.                                            |
| Nidwalden              | zniesione poprzez rezolucję podjętą na Landsgemeinde 1 grudnia 1996.                                  |
| Glarus                 | ciągle funkcjonuje.                                                                                   |
| Zug                    | zniesione w 1848.                                                                                     |
| Appenzell Innerrhoden  | ciągle funkcjonuje.                                                                                   |
| Appenzell Ausserrhoden | zniesione 28 września 1997 poprzez głosowanie, ostatnie Landsgemeinde miało miejsce 27 kwietnia 1997. |